# 宋善美
宋善美（韓語：송선미，1974年9月13日—），韓國女演員、模特兒。以1996年SBS《Super Elite Model》第二名出道。2006年6月29日，與電影美術導演高佑石舉行結婚典禮，2015年生下女兒。

## 演出作品

### 電視劇
- 1997年：SBS《天橋風雲》
- 1999年：SBS《順風婦產科》
- 1999年：KBS《魔法之城》
- 2002年：KBS《敢愛》
- 2004年：MBC《玫瑰戰爭》
- 2004年：KBS《說不出的愛》飾演 宋雅莉
- 2005年：MBC《秘密男女》飾演 鄭雅美
- 2006年：SBS《突然有一天》
- 2006年：MBC《白色巨塔》飾演 李允珍
- 2007年：KBS《媳婦的全盛時代》飾演 車秀賢
- 2009年：SBS《綠色馬車》飾演 韓智苑
- 2009年：tvN《丈夫死了》飾演 吳多靜
- 2010年：MBC《蒲公英家族》飾演 朴智媛
- 2010年：MBC《個人取向》飾演 新娘（客串）
- 2010年：SBS《人生多美麗》飾演 宋那妍（客串）
- 2011年：KBS《烏鵲橋兄弟》飾演 南于蔚
- 2012年：MBC《黃金時刻》飾演 申銀婭
- 2012年：SBS《清潭洞愛麗絲》（客串）
- 2013年：JTBC《宮中殘酷史－花的戰爭》飾演 愍懷嬪姜氏
- 2013年：KBS《Drama Special－她們的完美一天》飾演 鄭守雅
- 2013年：MBC《韓國小姐》飾演 高花靜
- 2016年：tvN《記憶》飾演 韓貞媛
- 2017年：MBC《歸來的福丹芝》 飾演 朴瑞真
- 2017年：MBC《守望者》飾演 蔡惠善
- 2020年：JTBC《私生活》飾演 金美淑
- 2020年：tvN《Start-Up》飾演 車婀賢
- 2020年：JTBC《Live On》飾演 高恩澤媽媽（客串）
- 2021年：tvN《我的上流世界》飾演 徐真慶
- 2021年：MBN《綁匪－盜取命運》飾演 金介屎

### 電影
- 1998年：《Art Museum By The Zoo》
- 2001年：《頭師父一體（野蠻師生）》飾演 英文老師
- 2002年：《怪癖神偷》
- 2003年：《The Scent Of Love》
- 2003年：《Silver Knife》
- 2004年：《Mokpo The Harbor》
- 2004年：《Liar》
- 2006年：《Woman On The Beach》
- 2011年：《北村方向》
- 2017年：《獨自在夜晚的海邊》
- 2018年：《河畔酒店（朝鲜语：강변호텔）》飾演 姸珠
- 2020年：《逃亡的女人（德语：Domangchin yeoja）》飾演 素英
- 2023年：《我们的一天（朝鲜语：우리의 하루）》

## 外部連結
- 宋善美的Instagram帳戶
- 宋善美在NAVER上的资料
- 宋善美在韩国电影数据库（KMDb）上的資料（韓語）
- 宋善美在互联网电影资料库（IMDb）上的資料（英文）